# Oecleus netrion
Oecleus netrion är en insektsart som beskrevs av Kramer 1977. Oecleus netrion ingår i släktet Oecleus och familjen kilstritar. Inga underarter finns listade i Catalogue of Life.